# Mittenwald
Mittenwald är en köping (Markt) i Landkreis Garmisch-Partenkirchen i Regierungsbezirk Oberbayern i förbundslandet Bayern i Tyskland, nära gränsen till Österrike. Folkmängden uppgår till cirka 7 000 invånare, på en yta av 133 kvadratkilometer.
Mittenwald ligger vid Alperna, ca 923 meter över havet, vid foten av berget Westliche Karwendelspitze (2 385 m ö.h.) som tillhör bergsområdet Karwendel. I söder gränsar kommunen till Scharnitz i Österrike.